# Visual Objects
Visual Objects è un linguaggio di programmazione orientato agli oggetti per computer.Utilizzato per creare programmi che vengono eseguiti principalmente su Microsoft Windows. Sebbene possa essere usato come strumento di programmazione orientato agli oggetti, viene quasi sempre utilizzato come programma per creare database.
Originariamente il progetto Visual Objects (nome in codice Aspen) fu avviato come parte dei tentativi di Nantucket di portare il linguaggio Clipper su Windows e spostarsi dalla programmazione procedurale alla programmazione orientata agli oggetti. Inoltre ha convertito Clipper da un sistema p-code a un vero compilatore nativo, introducendo ulteriori elementi del linguaggio C (come le variabili tipizzate), includendo allo stesso tempo le estensioni di Windows (come COM, ODBC e successivamente ADO). Attraverso il suo tipo di dato simbolico, dà la possibilità di creare collegamenti basati sul nome, che possono essere utilizzati per collegare eventi di menu a metodi di oggetti o per creare collegamenti diretti tra dell'host e i controlli.
La versione per Windows venne lanciata sul mercato dalla Computer Associates. Purtroppo è stato rilasciato prima che fosse pronto per il pubblico e in concorrenza quasi diretta con la prima versione del prodotto da Borland Delphi . Il linguaggio è ancora in uso, tuttavia l'ultima versione rilasciata da GrafX Software risale al 2012, ovvero la versione 2.8 sp4 (il cui numero di versione è 2838). GrafX ha annunciato che da allora in poi non saranno più rilasciate nuove versioni di quest'ultimo. La nuova incarnazione del linguaggio Visual Objects è Vulcan.NET, scritto da zero da GrafX per essere compatibile con Visual Objects e, allo stesso tempo, essere conforme a CLS. Linguaggio NET, sfruttando appieno i vantaggi offerti dal Framework .NET.